# Gabaryt Freycineta
Gabaryt Freycineta – standard dotyczący wymiarów śluz na śródlądowych drogach wodnych oraz maksymalnych gabarytów statków mogących z nich korzystać, wprowadzony we Francji 5 sierpnia 1879 r. zarządzeniem Charlesa de Freycinet, wówczas Ministra Robót Publicznych w rządzie J. Dufaure’a.
Standard ów określał użytkową długość komory śluzy na 39 m, szerokość na 5,20 m oraz minimalną głębokość wody na 2,20 m. Z takich śluz korzystać mogły statki, których długość nie przekraczała 38,50 m, szerokość 5,05 m, a zanurzenie 1,80 m. Praktycznie umożliwiało to żeglugę po kanałach z takimi śluzami barkom o wyporności maksymalnej 300-350 ton, które zwykło się następnie nazywać barkami Freycineta.
W następstwie wprowadzenia tych unormowań w całej Francji (a częściowo i w krajach ościennych) przeprowadzono w końcu XIX w. i w pierwszych latach wieku następnego szeroko zakrojone prace modernizacyjne, których celem było doprowadzenie najważniejszych dróg wodnych do zgodności z powyższymi wymogami.
Gabaryt Freycineta odpowiada obecnie I klasie w ośmioklasowej europejskiej klasyfikacji dróg wodnych CEMT.
W 2001 r. wymogi standardu Freycineta spełniało we Francji ok. 5800 km śródlądowych dróg wodnych. Obsłużyły one w tym roku ok. 23% całkowitego tonażu francuskiej żeglugi śródlądowej.